# Shiatsu

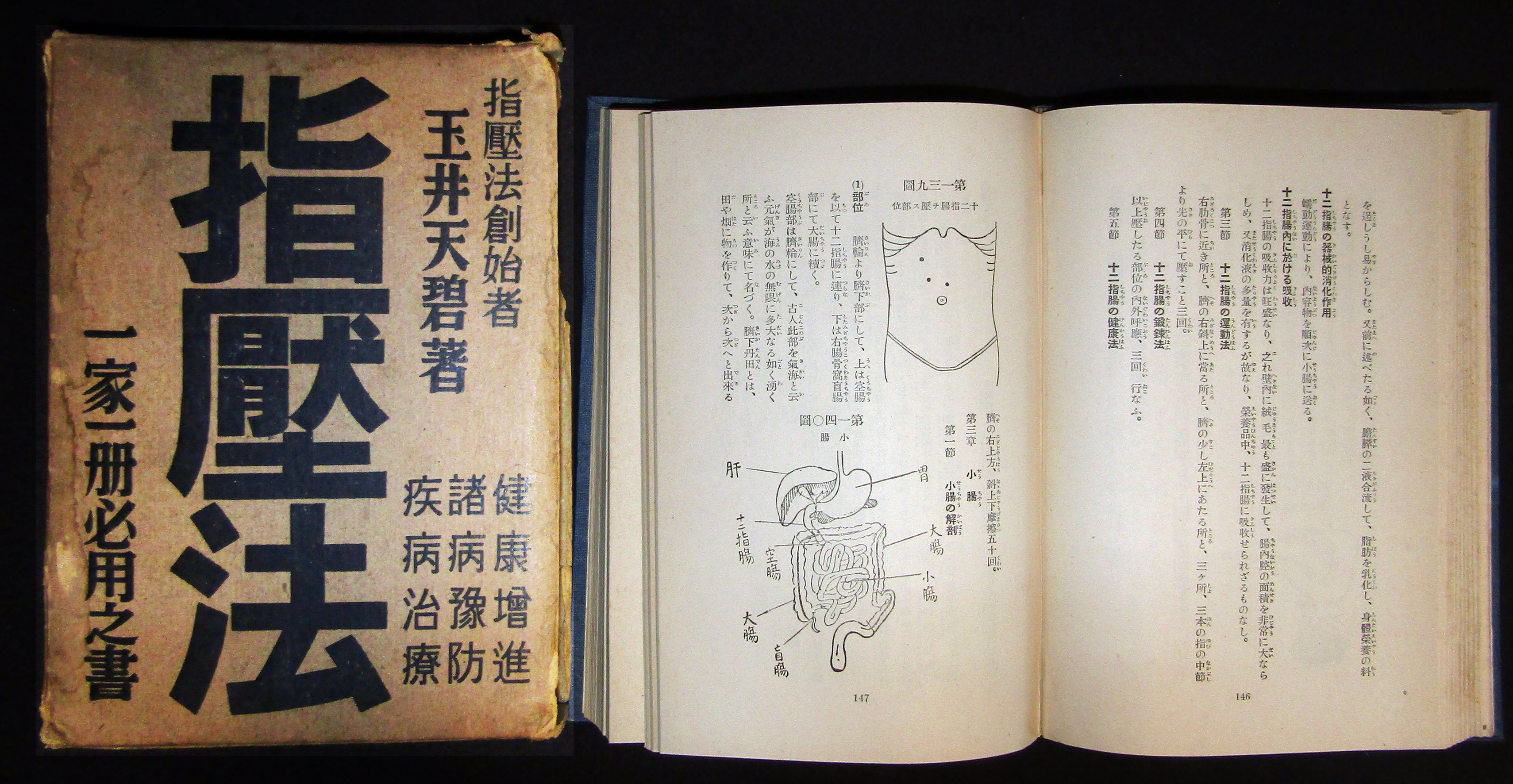
Tenpeki Tamai: Shiatsu-hō. 1939.

Le shiatsu (指圧, shiatsu, littéralement « pression des doigts ») est une pratique de médecine non conventionnelle japonaise utilisant des pressions, des étirements et des mobilisations pour améliorer la proprioception (perception de la position des différentes parties du corps). La pratique du shiatsu est basée sur le concept spirituel chinois traditionnel du qi (prononcer ch'i), parfois décrit comme la circulation de la force vitale (le qi) dans l'organisme. Les fondements de cette pratique, venant de Chine, remontent à plusieurs milliers d’années. On utilise parfois aussi le terme acupression.
Comme l'acupuncture et l'anma dont il partage certaines bases théoriques, le shiatsu est issu de la médecine traditionnelle chinoise, et suit notamment la notion de méridien et surtout de points appelés en japonais tsubo (腧). Il consiste en des pressions exercées à l'aide des pouces ou des mains (parfois des coudes ou des genoux) sur l'ensemble du corps tout comme des étirements et mobilisations des articulations,.
Il n'existe aucune preuve scientifique de l'efficacité de cette pratique.

## Histoire
Au XIXe siècle, de nombreuses techniques manuelles propres au Japon coexistaient sous différentes appellations, la plus connue étant le massage Anma. Mais elles furent largement remises en cause, durant l'ère Meiji, par l'arrivée de techniques occidentales (kinésithérapie, ostéopathie et massage) qui bénéficiaient d'une aura scientifique et se basaient sur une connaissance approfondie de l'anatomie et de la physiologie.
Devant la chute de l'Anma, dont une branche faisait partie de la médecine Kampo, et des techniques manuelles traditionnelles de l'archipel, une contre-réaction naquit pour faire revivre ces arts du toucher. Une publication en particulier fut cruciale dans la genèse de ce mouvement.
En 1827 paraît « Anpuku Zukai » (按腹圖解) par Shinsai Ōta (大田晋齋). Ce livre compile un grand nombre de techniques de massage du ventre issues de l’Anma, mais va au-delà et propose des techniques sur tout le corps. Il aura une grande influence sur tous les praticiens qui voudront faire revivre les arts manuels au Japon.
Un siècle plus tard, en 1925 sort la première édition du livre Katei ni Okeru Jissaiteki Kango no Hiketsu ( 家庭に於ける実際的看護の秘訣, Secrets of Practical Nursing at Home) par Takichi Tsukuda (築田多吉著). Ce livre, mieux connu sous le surnom de « Akahon » (Livre rouge) en raison de la couleur de sa couverture, recense toutes les techniques de soins populaires propres au Japon. Il connaîtra un succès jamais démenti à ce jour (10 millions d'exemplaires) et cumulait en 2007 pas moins de 1619 éditions avec des mises à jour régulières.
En 1928, Kazuma Fukunaga (福永数間), publie « Chikara ōyō ryōhō » (力応用 療法, Power Therapy) imprimé à frais d'auteur. Il y inclut une annexe intitulée « Shiatsuhō » (指圧法, Méthode de Shiatsu) et c'est la toute première fois qu'apparaît le terme "Shiatsu" dans une publication.
Le « Livre rouge » de Takichi Tsukuda ouvre une nouvelle rubrique nommée « Shiatsu », permettant au nom de se faire connaître du public.
En 1939, Kazuma Fukunaga publie sous le nom de plume Tenpeki Tamai (玉井天碧) le premier livre entièrement consacré à sa création « Shiatsu ryhōhō » (指圧療法) soit « Thérapie shiatsu ». Avec plus de 600 pages, dont une longue introduction à l'anatomie moderne, il est le livre fondateur du shiatsu. Il indique d'emblée sa volonté de n'être pas un simple massage de bien-être mais bien une technique à visée thérapeutique (dans la réédition des années 1970, le titre est raccourci en « Shiatsu hō » (指圧療法) soit « Méthode shiatsu ». Le titre original n'apparaît qu'à la troisième page). L'auteur insiste également sur la dimension spirituelle du shiatsu pour toutes les personnes qui souhaiteraient se former à cette technique. Dans ce même livre il se décrit comme le fondateur du shiatsu et fait référence à 20 ans de pratique, c'est pourquoi certains auteurs occidentaux datent de 1919 l'invention du shiatsu.
Concrètement, la première clinique utilisant des protocoles de pression des doigts fut ouverte à Muroran (Hokkaidō) dès 1925 par Tokujirō Namikoshi (浪越 徳治郎, Namikoshi Tokujirō). Il appelait sa technique « Appaku hō » (迫壓法). Mais une fois le nom de shiatsu connu, il appréciera cette appellation pour ne plus la quitter.
À partir de là, la pratique du shiatsu s'est ensuite diffusée à travers différents enseignants qui ont perfectionné le shiatsu en fonction de leur propre expérience. C'est ainsi que plusieurs styles sont nés avec des orientations différentes (traditionnelles, énergétiques, intégration de techniques d'ostéopathie ou de chiropractie importées de l'Occident, etc.) (voir section « Les différents styles »).
Mais l'avenir des techniques populaires s'est trouvé bouleversé par la Seconde Guerre mondiale et l'occupation américaine qui importe le système médical occidental au Japon en créant un pont commercial entre le Japon et l'Occident, notamment pour isoler le Japon de l'influence chinoise.
En 1955, Tokujirō Namikoshi et son fils Tōru Namikoshi (浪越 徹, Namikoshi Tōru) obtinrent pour leur école la licence officielle du ministère de la Santé et du Bien-être japonais. Le shiatsu bénéficie alors d'une grande notoriété grâce à des receveurs célèbres tels que Marilyn Monroe et Mohamed Ali.
En 1964, le ministère de la Santé et du Bien-être japonais distingue le shiatsu du massage.

## Description
Il reste contre-indiqué en cas de maladie aiguë, de fracture ou de médication lourde (liste non exhaustive).

## Évaluation scientifique
L'efficacité thérapeutique du shiatsu et ses risques sont similaires à ceux de n'importe quel massage, : le traitement peut détendre le corps, et les patients traités rapportent en majorité se sentir plus relaxés et en meilleure forme. La théorie des méridiens et du qi, sous-jacente au shiatsu comme à l'acupuncture, n'a aucune base scientifique, et le shiatsu n'a jamais été démontré comme étant plus bénéfique qu'un massage thérapeutique ne s'appuyant pas sur la médecine traditionnelle chinoise,. Sa justification thérapeutique s'appuie par ailleurs sur un fort appel à la tradition.
Comme dans de nombreuses thérapies manuelles, les études sont de faible niveau de preuve et peuvent comporter des biais,.
Selon le Cancer Research UK, « il n'y a aucune preuve scientifique démontrant que le shiatsu peut guérir ou prévenir n'importe quel type de maladie, y compris le cancer. » De plus, un manque de recherche de haute qualité signifie qu'il n'y a actuellement aucune preuve scientifique pour soutenir l'utilisation du shiatsu pour contrôler les symptômes du cancer. Il est possible que le shiatsu puisse aider à gérer les symptômes ou les effets secondaires, mais des études supplémentaires sont nécessaires pour en évaluer l'efficacité. Les premiers résultats indiquent que l'efficacité possible du shiatsu dans la gestion de la douleur et de l'anxiété des patients vient plus du fait d'être écoutés par un praticien attentif à leurs besoins que du traitement physique lui-même.